# Суран-Барин
Сура́н-Бари́н (крим. Suran Barın; з 1948 року — Труженик) — ліквідоване село в Джанкойському районі Криму, що розташоване на заході району, в степовій частині Криму, приблизно за 2 км на схід від сучасного села Павлівка.

### Динаміка чисельності населення
- 1805 — 85 ос.
- 1864 — 20 ос.
- 1900 — 28 ос.[2]
- 1915 — 17 ос.
- 1926 — 40 ос.[3]

## Історія
Перша документальна згадка села зустрічається в Камеральному Описі Криму … 1784 року, судячи з якого, в останній період Кримського ханства Барой бочаласи входив до Бочалатського кадилика Карас'базарського каймаканства. Після анексії Криму Російською імперією (8) 19 квітня 1783 року, (8) 19 лютого 1784 року, іменним указом Катерини II сенату, на території колишнього Кримського Ханства була утворена Таврійська область і село було приписано до Перекопського повіту. Після Павловських реформ, з 1796 по 1802 рік, входила до Перекопського повіту Новоросійської губернії. За новим адміністративним поділом, після створення 8 (20) жовтня 1802 Таврійської губернії  Барін був включений до складу Бозгозької волості Перекопського повіту.
За Відомістю про всі селища в Перекопському повіті, що складаються зі свідченням у якій волості скільки числом дворів і душ … від 21 жовтня 1805 в селі Барин вважалося 10 дворів, 80 кримських татар і 5 ясирів. На військово-топографічній карті генерал-майора Мухіна 1817 року село Баран позначено з 15 дворами. Після реформи волосного поділу 1829 Барін, згідно «Відомості про казенних волостях Таврійської губернії 1829» віднесли до Ельвігазанської волості. На карті 1836 в селі 10 дворів. Потім, мабуть, внаслідок еміграції кримських татар до Туреччини, село помітно спорожніло і на карті 1842 Барін позначений умовним знаком «мале село», тобто, менше 5 дворів.
У «Списку населених місць Таврійської губернії за відомостями 1864», складеному за результатами VIII ревізії 1864, Барик — власницьке село, з 2 дворами і 20 жителями при колодязях. На триверстової карті 1865—1876 року в селі Барин позначено 12 дворів і поряд хутір Карпенка Суран. Згідно з «Пам'ятною книжкою Таврійської губернії за 1867 рік», село стояло покинуте, зважаючи на еміграцію кримських татар, особливо масової після Кримської війни 1853—1856 років, до Туреччини.
Знову Барин згадується в «Пам'ятній книжці Таврійської губернії на 1900 рік», за якою в економії Барин Богемської волості обліковувалося 28 жителів в 1 дворі. За Статистичним довідником Таврійської губернії. ч. Друга. Статистичний нарис, випуск п'ятий Перекопський повіт, 1915 рік У садибі Суран-Барин (Раппа) Богемської волості Перекопського повіту було 2 двори в кількості 17 осіб приписних жителів. Також фіксувалося 2 хутори Суран-Барин: Абта (2 двори, 18 осіб приписних жителів і 5 — «сторонніх») і Раппа (1 двір, 4 приписні і 11 «сторонніх»), все з німецьким населенням.
Після встановлення в Криму Радянської влади за постановою Кримрівкому від 8 січня 1921 року № 206 «Про зміну адміністративних кордонів» було скасовано волосну систему і у складі Джанкойського повіту було створено Джанкойський район. У 1922 повіти перетворили на округи. 11 жовтня 1923 року, за постановою ВЦВК, до адміністративного поділу Кримської АРСР було внесено зміни, внаслідок яких округи було ліквідовано, основною адміністративною одиницею став Джанкойський район і село включили до його складу. За Списком населених пунктів Кримської АРСР за Всесоюзним переписом 17 грудня 1926 року, в хуторі Суран-Барин, Павлівської сільради Джанкойського району, було 7 дворів, всі селянські, населення становило 40 осіб, всі німці. Незабаром після початку Радянсько-німецької війни, 18 серпня 1941 кримські німці були виселені, спочатку до Ставропольського краю, а потім до Сибіру і північний Казахстан.
Після очищення Криму від нацистів у квітні, 12 серпня 1944 року було прийнято постанову № ГОКО-6372с «Про переселення колгоспників у райони Криму» та у вересні 1944 року до району приїхали перші новосели (27 сімей) із Кам'янець-Подільської та Київської областей, а на початку 1950-х років була друга хвиля переселенців з різних областей України. З 25 червня 1946 селище у складі Кримської області РРФСР. Указом Президії Верховної Ради РРФСР від 18 травня 1948 року Суран-Барbн перейменували на Труженик. 26 квітня 1954 року Кримська область була передана зі складу РРФСР до складу УРСР. Час включення до Новокримської сільради поки не встановлено: на 15 червня 1960 року селище вже значилося в його складі. Ліквідоване до 1968 року (за довідником «Кримська область. Адміністративно-територіальний поділ на 1 січня 1968 року» — у період з 1954 по 1968 роки, як селище Новокримської сільради).